# THE PEEP SHOW (SUPER FREAK)
THE PEEP SHOW (SUPER FREAK)（ザ・ピープショウ/スーパーフリーク）は、キエるマキュウの4枚目のアルバムである。

## 概要
- 初回限定盤のみ、14曲目の「殺しの序曲」を除いた全13曲のInstrumental CDが収録されている。
- 全14曲収録。参加アーティストはBIG-O、CHOP STICK、DABO、KASHI DA HANDSOME、KOHEI JAPAN、RHYMESTER、YOUTHの7組。
- ジャケットの表面には、マキュウのメンバーの顔写真が大々的に貼られている。また、歌詞カードのページにも様々な場面で撮られているメンバーや風景の写真が多数掲載されている。
- このアルバムの発売を最後に、長い間新作がリリースされていなかったが、2012年6月20日に約10年ぶりとなる待望の新作「Hakoniwa」が発売された。

## 収録曲(DISC1)
1. トップランナー(T.HIRAGURI,S.MAKI)
2. 勘違いブラザーズ(T.HIRAGURI,S.MAKI)
3. スーパーフリーク(T.HIRAGURI,S.MAKI,H.FUJISAKI)
CHOP STICKが参加している。
4. 4 BIG SHIT(T.HIRAGURI,S.MAKI,D.ASHIDA,YOUTH)
DABO,YOUTHが参加している。また、この曲ではDABOが同じくラッパーである漢を、MAKI THE MAGICがZeebraをそれぞれディスしている。
5. レシーブ(T.HIRAGURI,S.MAKI)
6. 地図にない街(T.HIRAGURI,S.MAKI)
7. サムガールズ(T.HIRAGURI,S.MAKI,K.K.FUCK WELL)
KASHI DA HANDSOMEが参加している。前々作のマネーメリーゴーランドに収録されているDO THE HANDSOMEの続編的な曲。
8. FADE AWAY(T.HIRAGURI,S.MAKI,T.OSUMI)
BIG-Oが参加している。
9. 透明な目(T.HIRAGURI,S.MAKI)
10. ミシシッピー(T.HIRAGURI,S.MAKI)
11. 非常口(T.HIRAGURI,S.MAKI)
同様のタイトルで前作の失恋ヘビー級にも収録されている。
12. ドリーマー(T.HIRAGURI,S.MAKI)
13. COMING SOON...
インスト曲。
14. 殺しの序曲 マキュウVer.(パンクラス國奥麒樹真テーマソング) / SUPER 7 (T.HIRAGURI,S.MAKI,D.SAKAMA,S.SASAKI,DJ JIN,K.SAKAMA)
日本の総合格闘技団体『パンクラス』に所属する國奥麒樹真(クニオク キウマ)選手へのテーマソングとして作られた。元々、RHYMESTER・キエるマキュウ・KOHEI JAPANの3組が以前から國奥選手と親交が深かった縁から、今回SUPER 7(MUMMY-D、宇多丸、DJ JIN、MAKI THE MAGIC、CQ、KOHEI JAPAN、ILLICIT TSUBOI)というユニット名義でこの曲を制作するに至った[1]。
トラックプロデュースはRHYMESTERのDJ JINとキエるマキュウが担当している。
この曲のみ歌詞カードに歌詞が掲載されておらず、また初回盤に付いてくるインストにもこの曲だけが収録されていない。その為ボーナストラック的扱いになっている。

## 収録曲(DISC2)
1. トップランナー
2. 勘違いブラザーズ
3. スーパーフリーク
4. 4 BIG SHIT
5. レシーブ
6. 地図にない街
7. サムガールズ
8. FADE AWAY
9. 透明な目
10. ミシシッピー
11. 非常口
12. ドリーマー
13. COMING SOON...
全13曲Instrumental TRACKS